# Vela als Jocs Olímpics d'Estiu de 1928
Als Jocs Olímpics d'Estiu de 1928 celebrats a la ciutat d'Amsterdam (Països Baixos) es disputaren tres proves de vela esportiva. La competició se celebrà a Zuiderzee entre els dies 2 i 9 d'agost de 1928.

## Comitès participants
Hi participaren un total de 127 regatistes, entre ells una única dona, de 23 comitès nacionals diferents:
| - Alemanya (6) - Argentina (5) - Àustria (1) - Bèlgica (6) - Dinamarca (6) - Espanya (6) - Estats Units (11) - Estònia (5) - Finlàndia (1) - França (13) - Hongria (6) - Itàlia (12) | - Letònia (1) - Mònaco (1) - Noruega (9) - Països Baixos (11) - Polònia (2) - Portugal (4) - Regne Unit (7) - Sud-àfrica (1) - Suècia (11) - Suïssa (1) - Txecoslovàquia (1) |

## Resum de medalles
| Prova              | Or | Argent | Bronze |
| 12' Dinghy detalls | Sven Thorell | Henrik Robert | Bertil Broman                                                                                                   |
| 6 metres detalls   | Noruega · NornaOlav de Noruega · Johan Anker · Erik Anker · Håkon Bryhn                                                    | Dinamarca · Hi-HiVilhelm Vett · Nils Otto Møller · Aage Høy-Petersen · Peter Schlütter                                                                  | Estònia · Tutti VNikolai Vekšin · William von Wirén · Eberhard Vogdt · Georg Faehlmann · Andreas Faehlmann      |
| 8 metres detalls   | França · l'Aile VIDonatien Bouché · Carl de la Sablière · André Derrien · Virginie Hériot · André Lesauvage · Jean Lesieur | Països Baixos · HollandiaGerard de Vries Lentsch · Maarten de Wit · Lambertus Doedes · Hendrik Kersken · Johannes van Hoolwerff · Cornelis van Staveren | Suècia · SylviaClarence Hammar · Tore Holm · Carl Sandblom · John Sandblom · Philip Sandblom · Wilhelm Törsleff |

## Medaller
| Posició | País          | Or | Argent | Bronze | Total |
| 1       | Noruega       | 1  | 1      | 0      | 2     |
| 2       | Suècia        | 1  | 0      | 1      | 2     |
| 3       | França        | 1  | 0      | 0      | 1     |
| 4       | Dinamarca     | 0  | 1      | 0      | 1     |
| 4       | Països Baixos | 0  | 1      | 0      | 1     |
| 6       | Estònia       | 0  | 0      | 1      | 1     |
| 6       | Finlàndia     | 0  | 0      | 1      | 1     |